# Kurpark Bad Düben

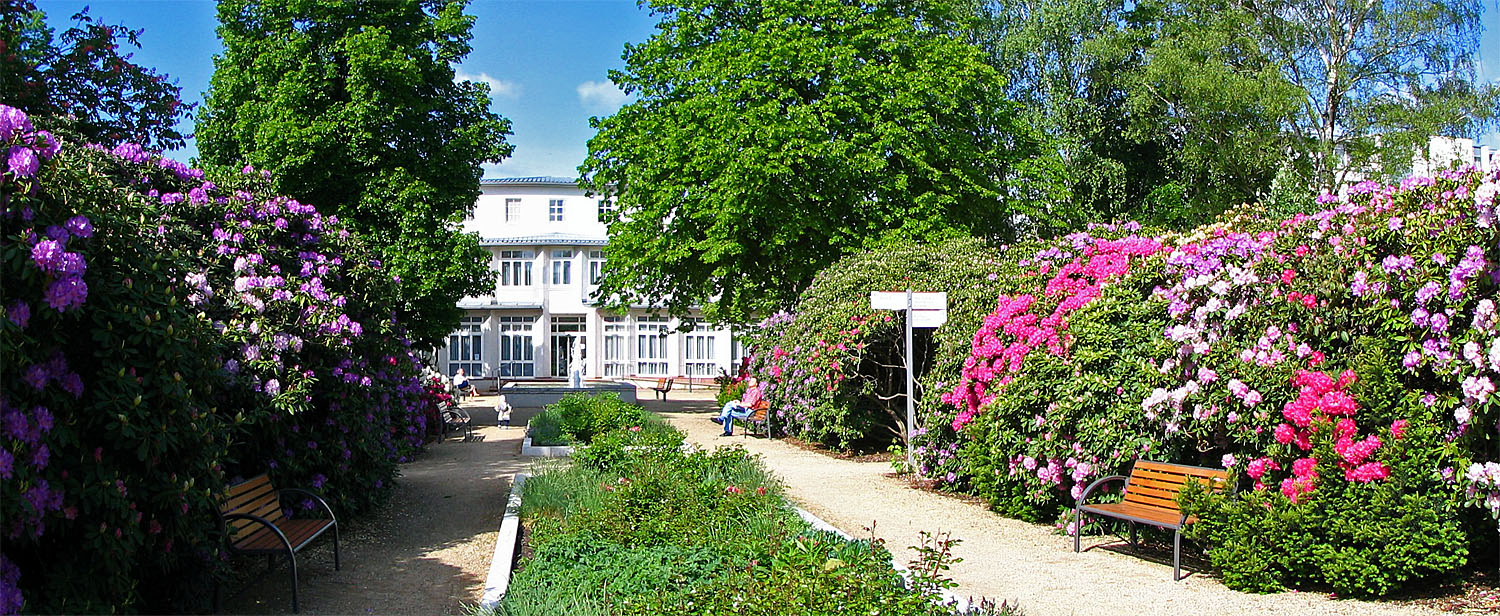
Rhododendren im Kurgarten am Reha-Zentrum (ehemals Moorbad) (2006)

Der Kurpark Bad Düben ist eine 1846 gegründete, etwa acht Hektar große Parkanlage in Bad Düben im Landkreis Nordsachsen. Er ist einer der ersten Bürgerparks in Deutschland.

## Geschichte
Ein Verschönerungsverein und der Stadtrat fassten 1846 den Entschluss, auf einem ungenutzten Gelände nördlich der Stadt einen Park anzulegen. Bei Vorschlag und Realisierung taten sich der Forstinspektor Friedrich von Hartig (1788–1850) und der Gerichtsamtmann Julius Albert Rasch (1801–1882) besonders hervor, sodass sie als Gründer des Parks gelten. Zur Finanzierung trugen zum Teil großzügige Spenden Dübener Bürger bei.
Die Anlage des Parks begann ab 1849 im westlichen Teil. Den östlichen, später in Angriff genommenen und nach neueren Gesichtspunkten gestalteten Teil hatten vorher die in Düben stationierten Husaren als Reitbahn genutzt. Der Park wurde von der Öffentlichkeit gut angenommen. 1861 wurde das erste Parkfest gefeiert, das alle drei Jahre wiederholt zu einem Volksfest wurde. Nachdem bereits zuvor für die Sommermonate der Ausschank von Getränken im Park genehmigt worden war, eröffnete im Jahr 1878 ein Parkrestaurant, das in den 1930er Jahren zum heutigen Restaurant Kurhaus mit Übernachtungsmöglichkeit und Gartenbühne erweitert wurde.
Bei der Suche nach Braunkohle wurde 1911 ein großes Moorvorkommen entdeckt. Nach der Bestätigung der heilenden Wirkung des enthaltenen Torfs in einem Gutachten der Universität Halle, wurde im Juni 1913 die Dübener Eisen-Moorbad-Gesellschaft gegründet. Im Sommer 1914 wurde südlich des Parks mit der Errichtung des Moorbad-Gebäudes begonnen, das trotz des Ersten Weltkrieges aber dank eines hohen Spendenaufkommens im Juli 1915 fertiggestellt und eröffnet werden konnte. Östlich des Moorbades wurde Ende der 1920er Jahre ein Kurgarten angelegt und in den 1940er Jahren mit Rhododendren bepflanzt. Er wird heute häufig dem eigentlichen Kurpark zugerechnet. Im Juni 1963 zerstörte ein starker Sturm einen Teil des Baumbestandes im Park.
In der ersten Hälfte der 1990er Jahre entstanden mit südlichem Anschluss an den Park der Neubau des Waldkrankenhauses und ein Reha-Zentrum, wodurch die Nutzung des Parks erweitert wurde. In den Jahren 2004 und 2005 wurde der Park umfangreich saniert.

## Beschreibung
Der Kurpark Bad Düben ist ein von Südwest nach Nordost verlaufendes Waldstück von etwa 450 Meter Länge und 180 Meter Breite, das nach Nordwesten um etwa acht Meter abfällt. Es wird begrenzt im Norden durch die Parkstraße, im Osten die Gustav-Adolf-Straße, im Süden die Klinikbauten und im Westen durch die Bitterfelder Straße. Der Laubwaldbestand mit zum Teil noch aus der Gründerzeit stammenden Bäumen wird von einem unregelmäßigen mit zahlreichen Ruhebänken ausgestatteten Wegenetz durchzogen. Etwa in der Mitte liegt eine circa 3500 m² große Wiese.
Der Park ist mit Einzelelementen abwechslungsreich gestaltet. Im Südwesten erhebt sich auf einem künstlichen Hügel der bereits in den 1870er Jahren errichtete achtsäulige Rosentempel, von namensgebenden Rosenpflanzungen und einem Rundweg mit Kugelbüschen und Bänken umgeben. Im Nordosten befinden sich zwei Denkmäler, das eine von 1887 in Erinnerung an die Parkgründer und das andere aus den 1930er Jahren für die Gefallenen des Ersten Weltkriegs. Am Rande der großen Wiese steht die zum 50. Parkjubiläum 1896 von Bewohnern gestiftete Germania. Auf dem großen Vorplatz des Kurhauses lädt der Froschbrunnen zum Verweilen ein. Ein weiterer Brunnen befindet sich am ehemaligen Kurgarten. Letzterer enthält in seinem rechtwinkligen Wegesystem mit Hochbeeten, Blumenrabatten, Rhododendrenbüschen und einem Barfußweg weitere Einzelheiten.
Auf der großen Parkwiese befinden sich seit 2018 neun Bahnen zwischen 10 und 75 Metern Länge für das Spiel SupaGolf, einer vereinfachten Art des Golfsports für jedermann.

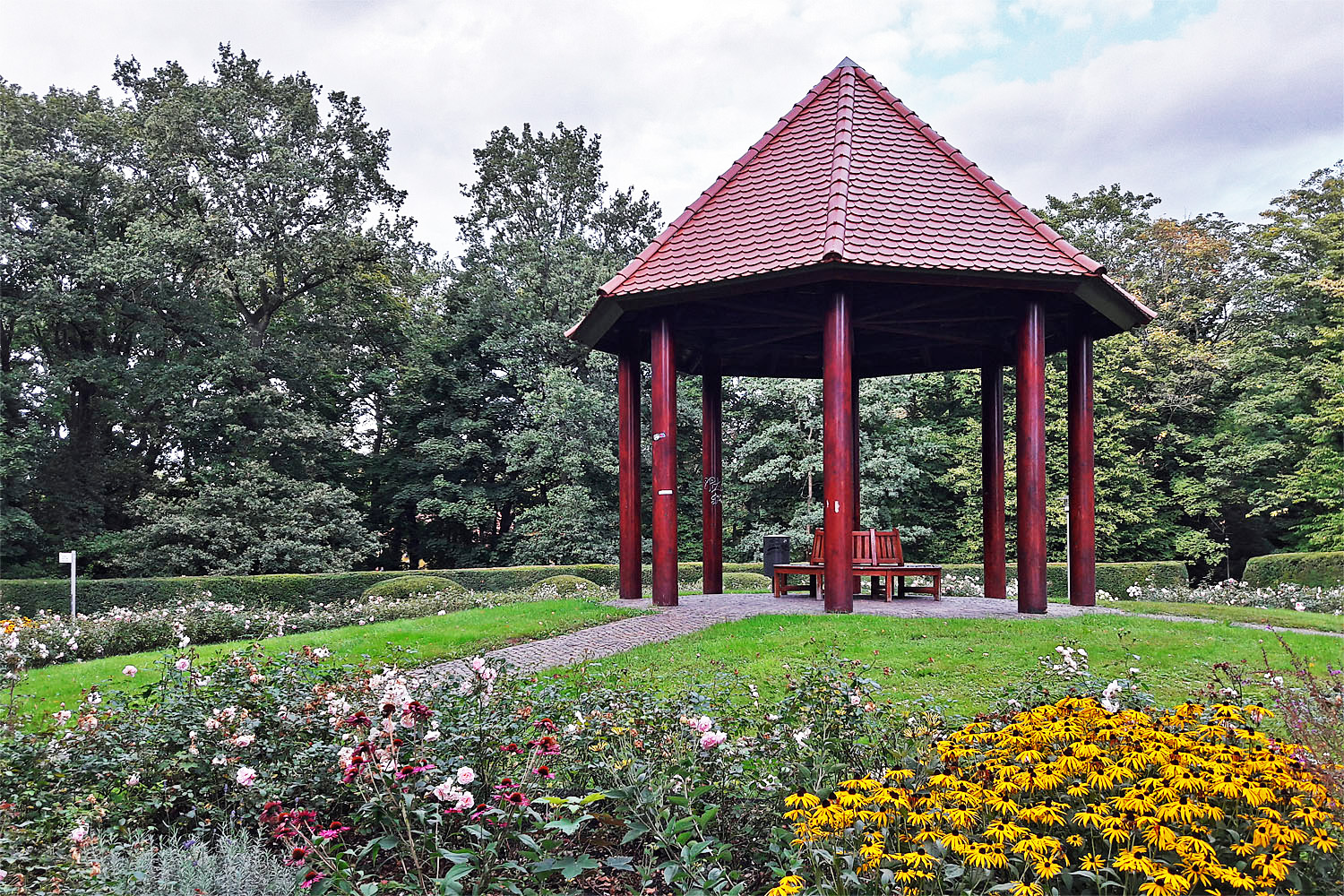
Rosentempel (2017)
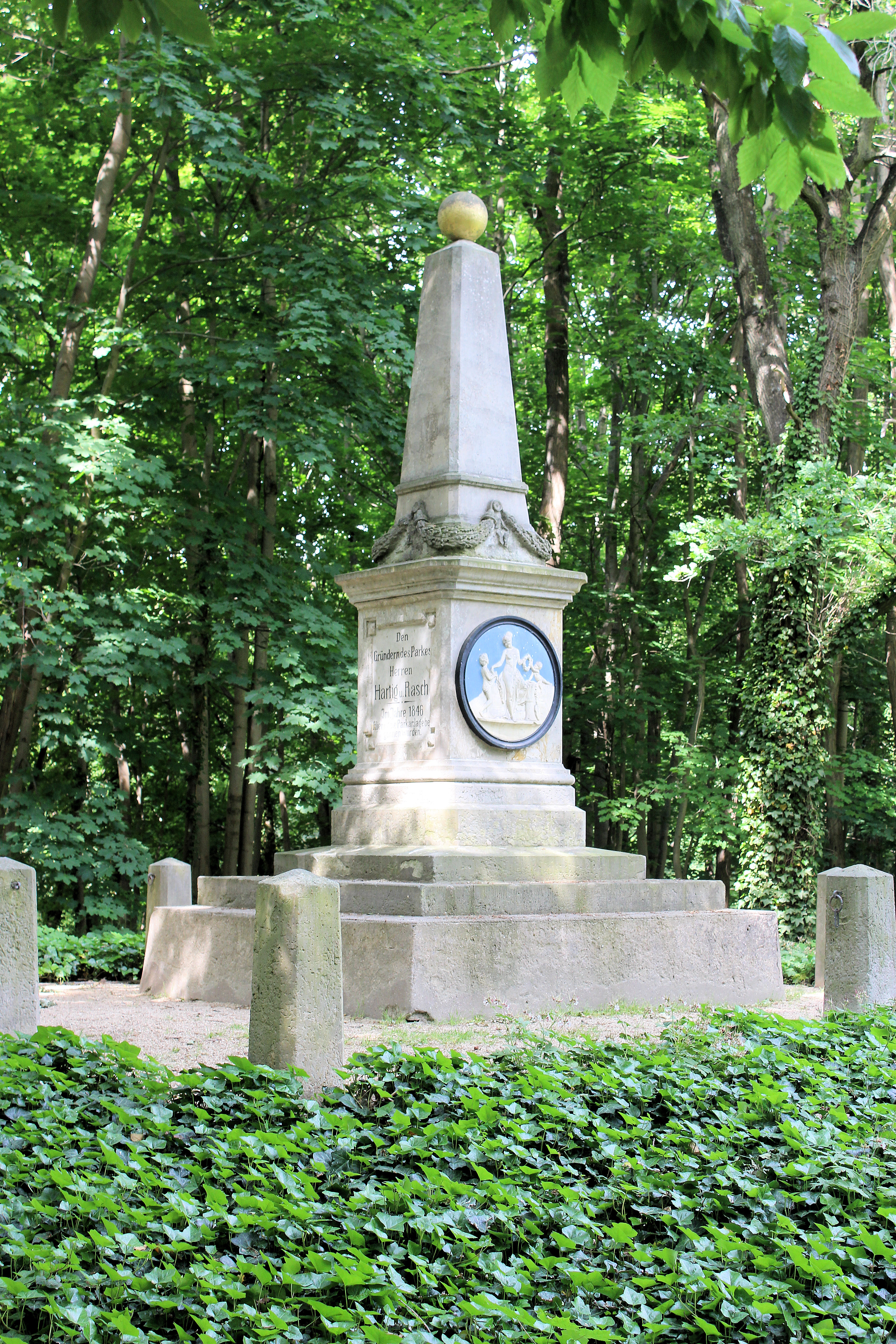
Gründerdenkmal (2022)
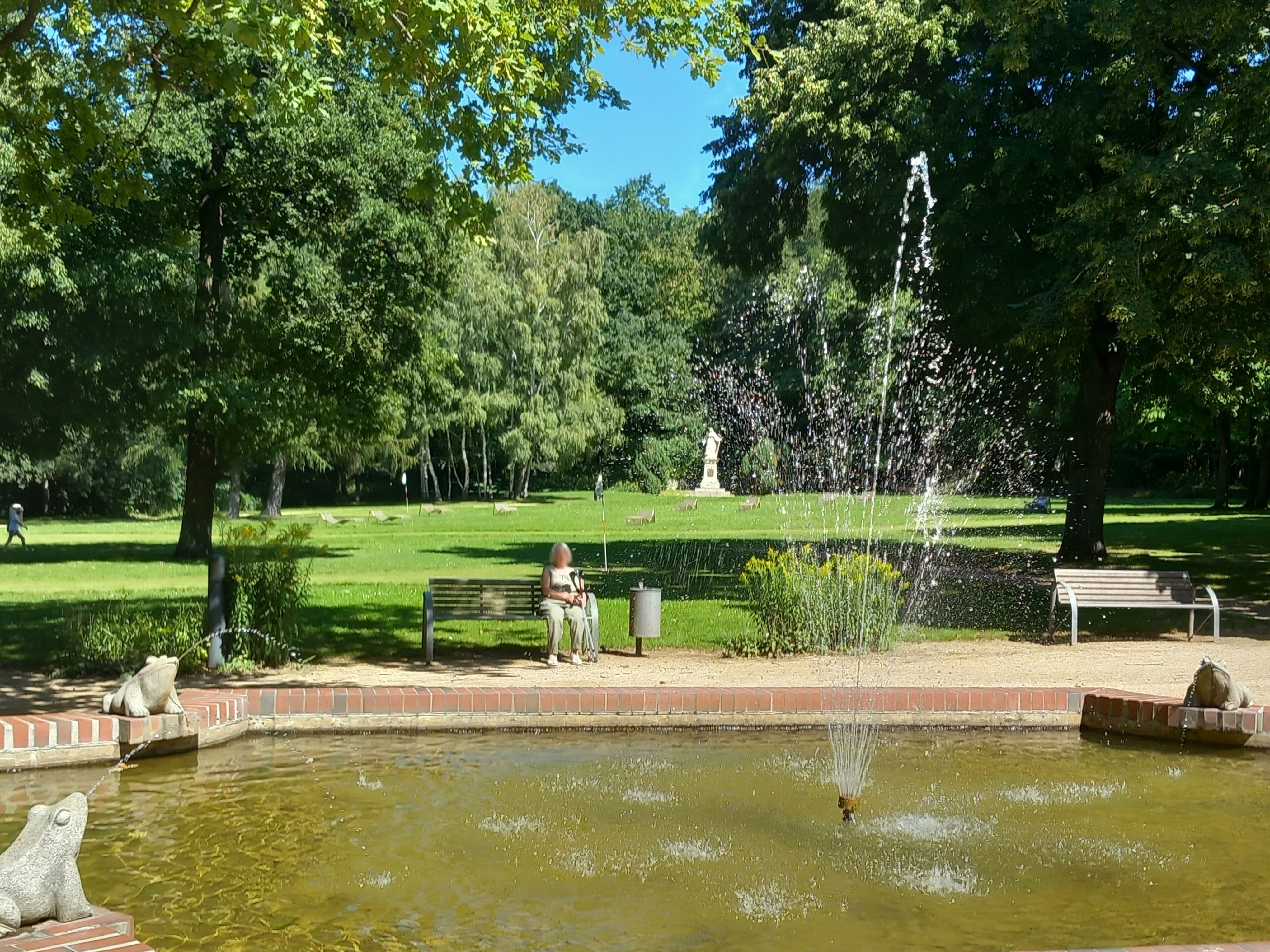
Parkwiese (2023)
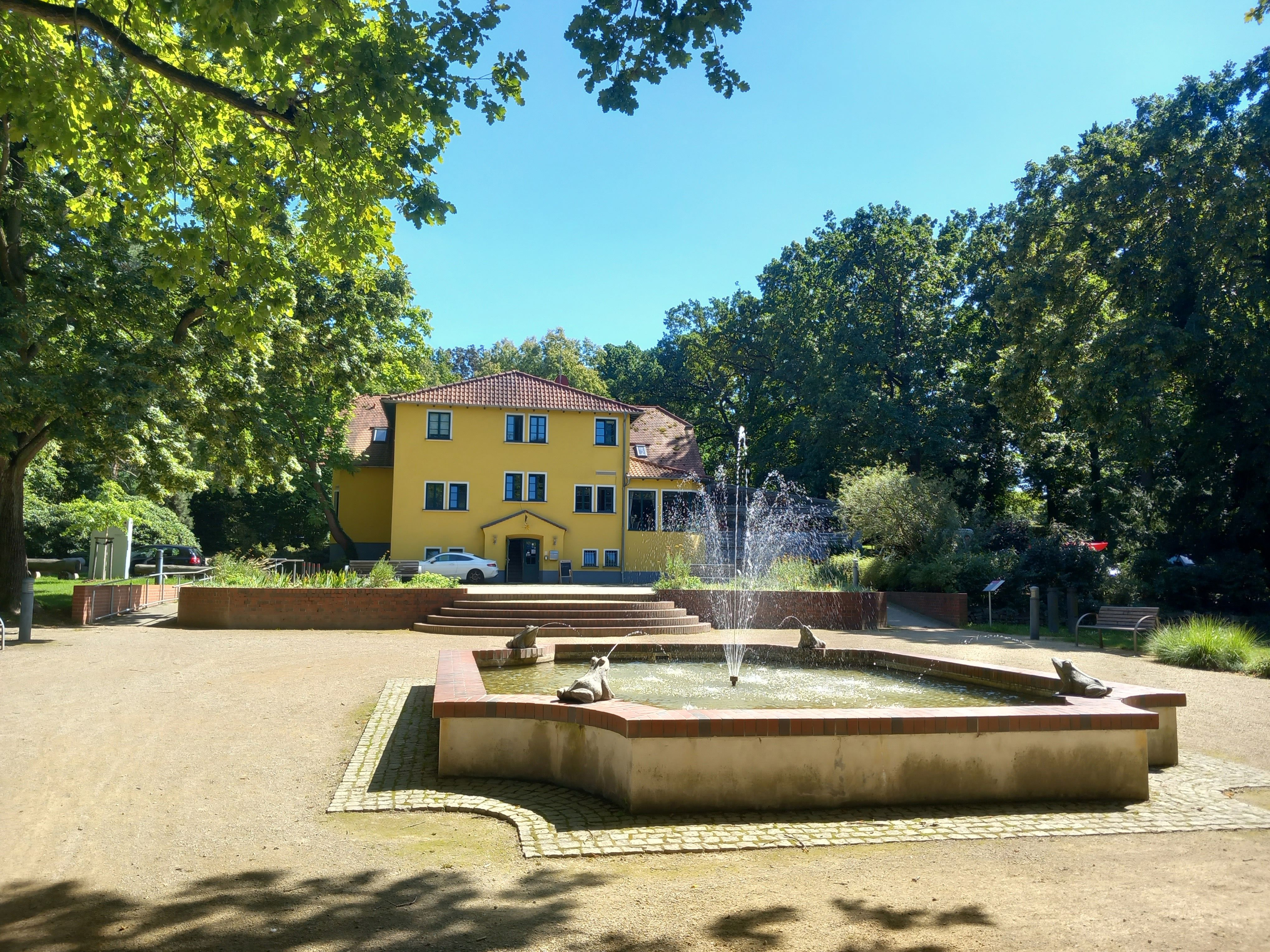
Froschbrunnen am Kurhaus (2023)
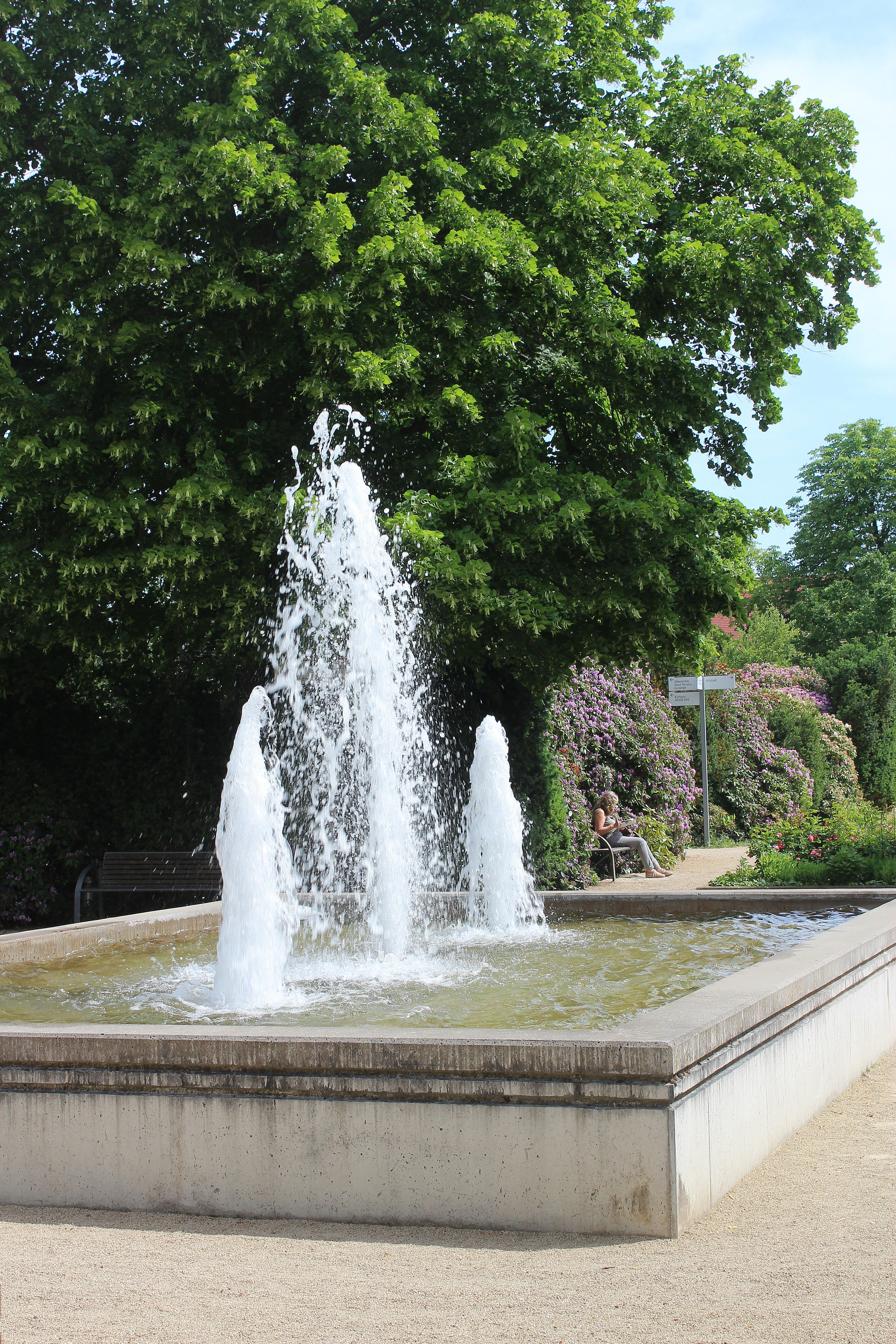
Springbrunnen am Kurgarten (2022)
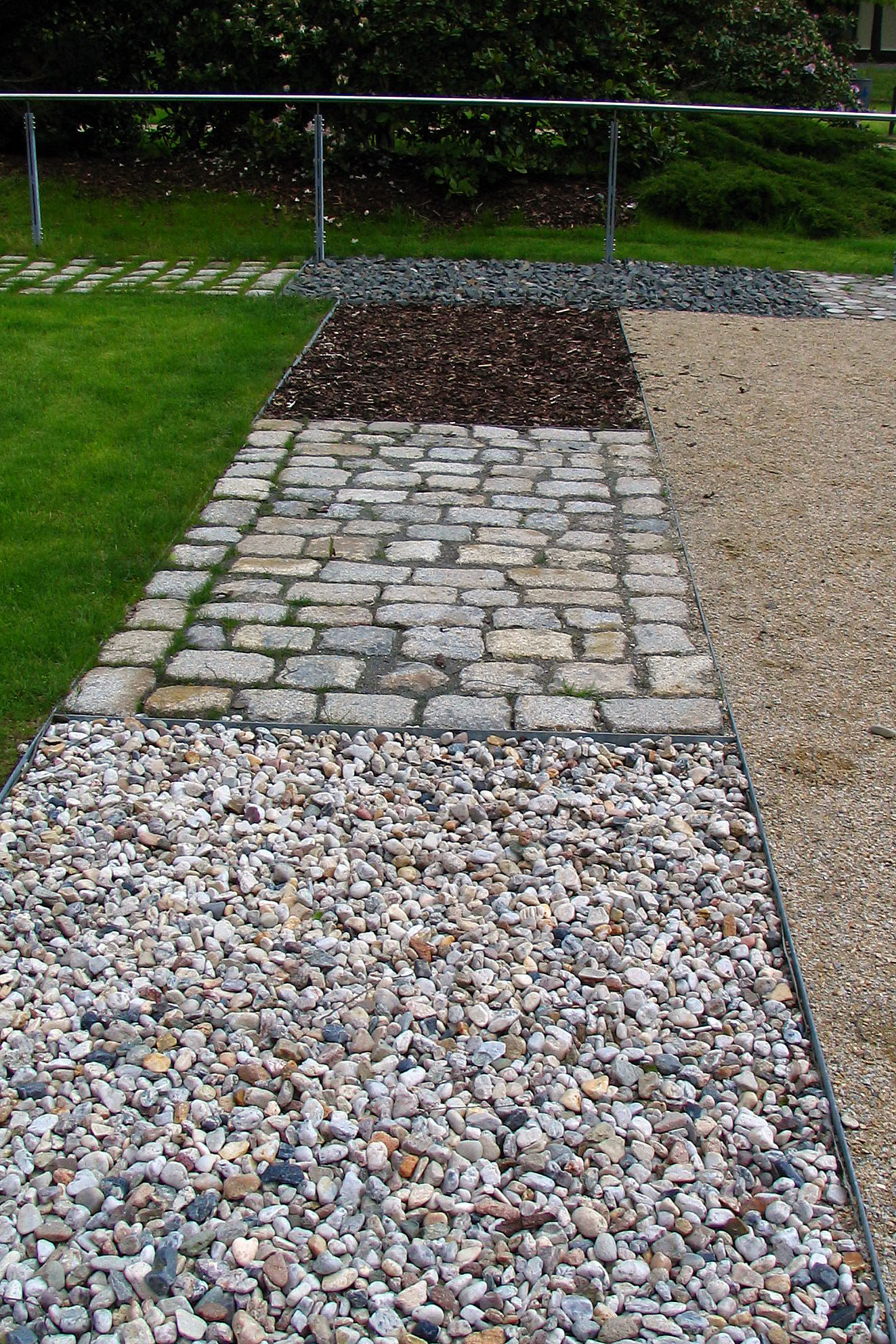
Barfußpfad (2005)